# Serra del Bolet
La Serra del Bolet és una serra situada al municipi de Mediona a la comarca de l'Alt Penedès, amb una elevació màxima de 712 metres.